# Faber Grand Prix 1994
Il Faber Grand Prix 1994 è stato un torneo di tennis giocato sul sintetico indoor. È stata la 3ª edizione del torneo, che fa parte della categoria Tier II nell'ambito del WTA Tour 1994. Si è giocato a Essen in Germania dal 24 al 30 ottobre 1994.

## Campionesse

### Singolare
Jana Novotná ha battuto in finale  Iva Majoli con il punteggio di 6–2, 6–4

### Doppio
Maria Lindström /  Maria Strandlund hanno battuto in finale  Evgenija Manjukova /  Leila Meskhi con il punteggio di 6–2, 6–1